# Euzonus flabelliferus
Euzonus flabelliferus är en ringmaskart som först beskrevs av Ziegelmeier 1955.  Euzonus flabelliferus ingår i släktet Euzonus och familjen Opheliidae. Inga underarter finns listade i Catalogue of Life.